# 賴豐熙
賴豐熙，福建侯官人，福建汉军（正黃旗），清朝官员，舉人出身。
包天笑在《钏影楼回忆录》指赖丰熙曾是他幼年时邻居。当时，包家与赖丰熙、谭泰来的家庭同住苏州城西刘家浜的一处宅院。赖、谭两家是因家人候补职位之故而居省城苏州。赖的家人皆能说苏州话。而因包、赖两家为邻居之故，赖丰熙和包天笑同时受教为一位私塾教师——陈恩梓（字少甫）。赖丰熙比包天笑年长八、九岁。
光緒三十一年（1905年）九月，接替汪鳳嗚，擔任江蘇宜興縣知縣，后由汪龍標接任。又任吴县知县。1911年接替毕培先任南汇县知县一职。同年10月，武昌起义。11月，上海光復。11月16日（或说6日），沪军都督府李卓民率领敢死队四十余人进入南汇县城，令赖丰熙、都司朱大斌人等缴出印信、簿册、枪支，并推举贡生、江苏省咨议局议员顾忠宣（字旬侯）出任县民政长，是为南汇县最高长官。接收库银时，李倬云、顾忠宣发现缺欠千余两，1911年上半年的四万余两税收亦未“解交”，且“账目全无”。此种状况引发当地士绅愤怒，将赖丰熙拘押在习艺所民军司令部中，以追缴欠款。当日下午（或说8日中午），武举人樊培生率六百余人进入县城，引发骚乱，并颠覆了新政权，顾忠宣逃离县城。赖丰熙被劫走。后事不详。
根据2015年时的报道，赖丰熙可能是扬州历史上能查询到、现已湮没的最小园林——容膝园的主人。毓贤街1—4号房主汪兆舜拥有一块写有“容膝”二字、落款为何绍基的白矾石门额。汪兆舜称其母的祖父赖丰熙（音）是晚清官员。该报道称“极有可能是同一人，但还有待于进一步考证。”